# Знак решітки
Октоторп (від лат. Octo — «вісім» та сер.-англ. thorp — «сільце»)  — символ «#». Серед інших назв: «ґрати», «ґратка», «геш»/«хеш», «дієз», «шарп», «знак номера».
HTML код &#35;.У США символ '#' традиційно називають «знаком фунта» (англ. «pound sign»). Це походить від серії скорочень для фунта евердьюпойс, одиниці ваги. Спершу використовувався символ «lb.»; потім, принтери отримали спеціальний шрифт, зроблений з «lb.» із лінією через надрядкові елементи таким чином, що «l» не плуталось із «1». Unicode-символ U+2114 (℔) називають «LB Bar Symbol», і це — скорописний розвиток цього символу. Зрештою поширилось скорочення до двох горизонтальні і двох вертикальних рисок. У традиційній комерції, наприклад, запис «5# of sugar» американці читають як «5 фунтів цукру», а запис «stock #2» як «склад № 2».
Знак походить зі середньовічної картографічної традиції, де так позначалася ферма, оточена вісьмома полями (звідси й назва).
У типографіці знак ґратки виник наприкінці XIX ст.. У біржовій практиці США виникає з появою телеграфу, коли було потрібно досить швидко записувати крейдою на дошці номери котирувань. Потім з'являється у букмекерських конторах. До середини 60-их використання знака було характерним для газетно-рекламної справи. У літературних виданнях вживається рідко і прийнятий скоріше в технічних текстах.

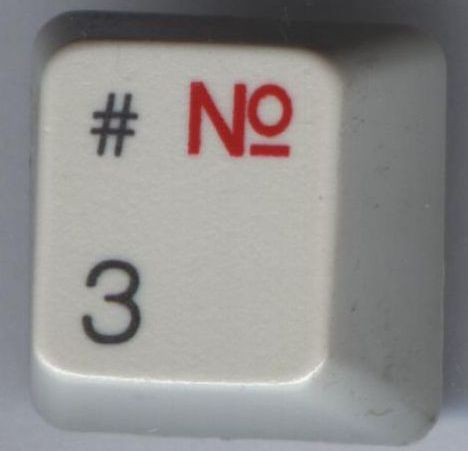
Клавіша із символом '#' на сучасній клавіатурі

Нині цей символ штатно присутній на комп'ютерній клавіатурі і активно використовується:
- В UNIX-середовищі у запрошенні командного рядка символ '#' вказує на права суперкористувача (root).
- У конфігураційних файлах більшості unix-програм, багатьох мов програмування (Perl, Python), частині конфігураційних файлів Windows символ '#' — як коментар.
- У HTML-файлах, у посиланнях символ # вказує на назву мітки всередині файла.
- Через свою симетричність у моноширинних шрифтах символ # — для формування псеводографічних зображень.
- У командному інтерфейсі з модемами — після літер AT позначає команди керування АОНом, CID.
- У шаблонах — часто як символьну назву «цифра за порядком».
- У мовах C, C++ — як вказівка на директиви препроцесора.
- У сімействі функцій printf — всередині керуючої послідовності використовується для вказівки на альтернативну форму виведення значення.
- У мові програмування VBScript — для позначення типу даних «дата» (наприклад #2/27/06#)[4].